# Broby naturreservat
Broby naturreservat är ett naturreservat i Norrtälje kommun i Stockholms län.
Området är naturskyddat sedan 2012 och är 37 hektar stort. Reservatet omfattar en höjd och våtmark vid västra stranden av sjön Ströjan. Reservatet består av granskog och sumpskog.